# Nero Claudius Drusus
Pour les articles homonymes, voir Drusus, Claudius Nero et Germanicus (homonymie).
Nero Claudius Drusus Germanicus, alias Drusus l'Ancien, à sa naissance Decimus Claudius Drusus (né le 14 janvier ou 11 avril 38 av. J.-C., mort en septembre 9 av. J.-C.), fils de Livie (Livia Drusilla) et de Tiberius Claudius Nero, est le beau-fils du premier empereur romain Auguste. Il fait, à ce titre, partie de la dynastie des Julio-Claudiens.
Général romain du Haut-Empire, frère puîné du second empereur romain Tibère, il remporte plusieurs victoires dans les Gaules, la Rhétie, la Vindélicie et la Germanie. Il fait creuser la Fossa Drusiana, canal du Rhin au Flevo (aujourd'hui, cours supérieur de l'IJssel). Ses brillantes campagnes en Germanie lui valent le surnom de Germanicus.
Dans le cadre de la politique d'expansion de l'Empire romain en direction de la Germanie, un camp de légionnaires est fondé à Moguntiacum (au plus tard) à cette époque à l'embouchure du Rhin, servant également de délégation permanente du pouvoir romain jusqu'au Rhin. Drusus en est responsable jusqu'à sa mort en 9 av. J.-C.
Il épouse Antonia Minor ; ils ont deux fils, Germanicus et Claude, qui fut empereur de 41 à 54 apr. J.-C. et une fille : Livilla.

## Biographie

### Jeunesse

#### Les origines de sa famille

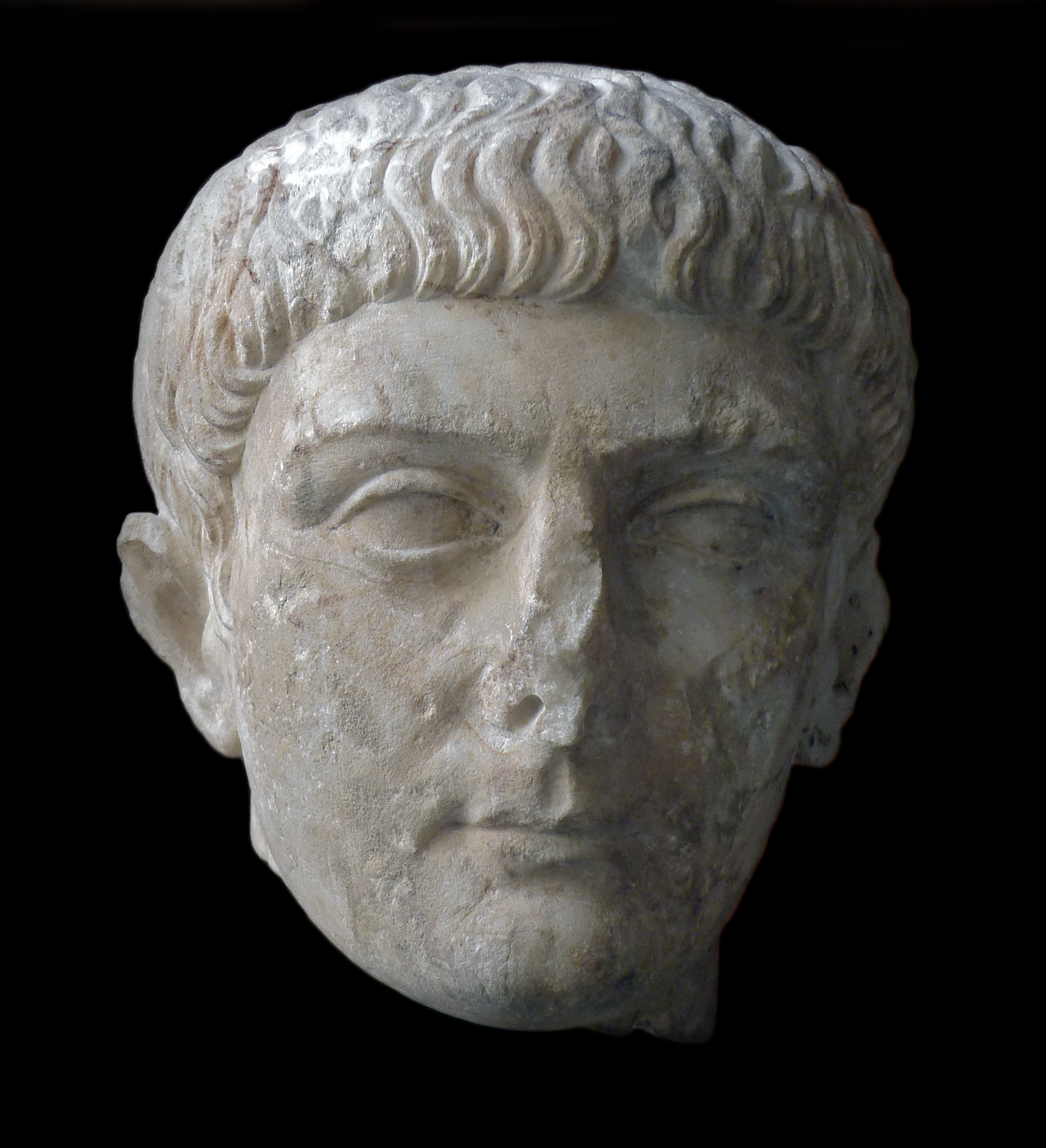
Buste de Nero Claudius Drusus – musée du Louvre.

Il naît peu de temps après que sa mère Livia Drusilla eut divorcé de son père Tiberius Néron, alors que celle-ci était déjà mariée avec Octave, le 17 janvier 38 av. J.-C. Voici comment Suétone nous parle de sa naissance :

« On se demandait aussi si Drusus n'était pas le fils adultérin de son beau-père Auguste. Peu de temps après, en tout cas, un vers courut : « Quand les gens ont de la chance, ils arrivent à avoir des enfants en trois mois. » […] Tant que Drusus vécut, Auguste l'aima passionnément, au point de le nommer cohéritier avec ses fils […] et de prononcer son éloge public après sa mort […] au point même de prier les dieux pour que les deux Césars lui ressemblassent. »

— Suétone, De vita Cæsarum, « Claudius », 1.
Des interprétations modernes, cependant, font valoir que Livia n'avait pas encore rencontré Auguste quand Drusus fut conçu.
Il est élevé avec son frère aîné, le futur empereur Tibère, et il est certainement le favori d'Auguste entre ses deux beaux-fils, qui désormais appartiennent à la nouvelle dynastie julio-claudienne.
Selon Suétone, il avait reçu à sa naissance le prénom de Decimus, changé plus tard en Néron.

#### Mariage
Il épouse Antonia Minor, fille de Marc-Antoine et d'Octavie la jeune (sœur d'Auguste), de laquelle il eut plusieurs enfants, dont seuls trois survécurent : Germanicus (15 av. J.-C.-19 ap. J.-C.), le futur empereur Claude (10 av. J.-C.-54 ap. J.-C.) et Claudia Livilla ou Livia Julia (13 av. J.-C.-31 ap. J.-C.).
Drusus, homme de haute moralité, resta toujours fidèle à son épouse, Antonia, comme si elle avait été avec lui au cours de ses longues années d'absence pour des campagnes militaires dans le Nord.

### Carrière

#### Premiers succès militaires
Auguste lui accorde de nombreux privilèges: en 19 av. J.-C. il peut occuper des fonctions publiques (cursus honorum), cinq ans avant l'âge autorisé par la loi.
Devenu questeur en 16 av. J.-C., il est l'un des plus audacieux dans la réalisation de la politique militaire d'Auguste, combattant les Rhètes et les Vendéliques au nord des cols alpins, dans ce qui devait être la nouvelle province de Rhétie.
En 15 av. J.-C., Drusus quitte la Gaule cisalpine (Aquilée) et passe le Brenner alors que son frère, Tibère, venant de la Gaule chevelue venait à sa rencontre. En se réunissant ils battent les Rhètes et les Vendéliques et les soumettent, expérimentant pour la première fois, la tactique d'une « manœuvre en tenailles », qui devait se révéler fondamentale dans les campagnes de Germanie en 12-9 av. J.-C.

#### Campagnes de Germanie

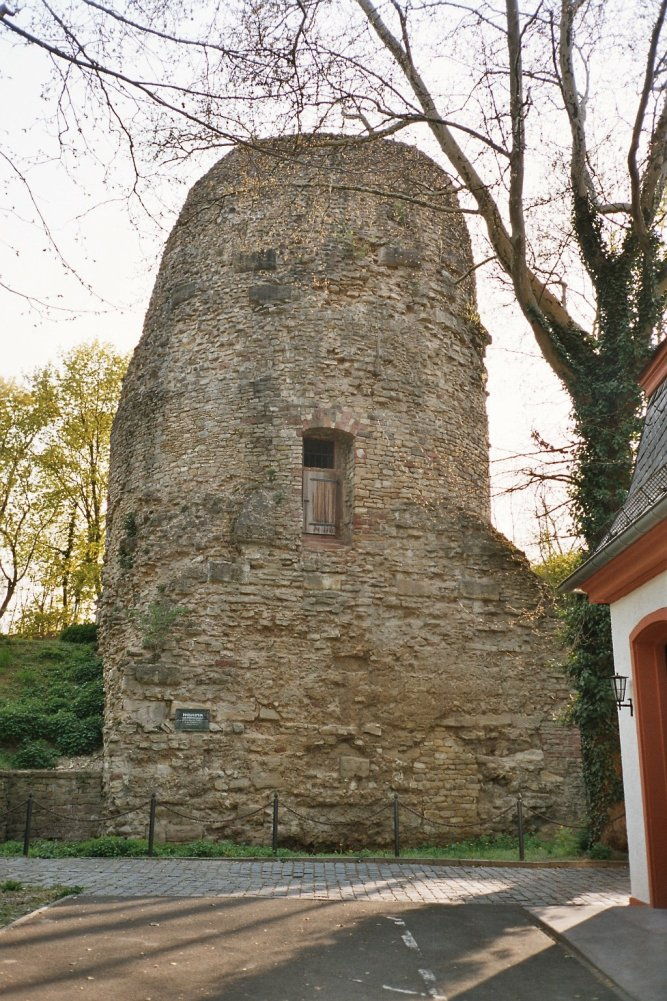
Cénotaphe de Drusus à la citadelle de Mayence.

Légat en Gaule en 13 av. J.-C., il commande des opérations militaires contre les tribus du Rhin, qui s'étaient rebellées contre les actions des précédents gouverneurs, et qui avaient poussé jusqu'à l'Ems, la Weser et l'Elbe, construisant un imposant réseau de fortifications défensives.
En 12 av. J.-C., il commence la première campagne de Germanie, repoussant d'abord une nouvelle invasion des Usipètes, des Tenctères et des Sicambres, la terminant par une expédition navale sur la terre des Frisons et des Chauques.
En 11 av. J.-C. Drusus, nommé l'année précédente préteur urbain, après être retourné à Rome pour l'hiver, opère plus au sud, battant les peuples limitrophes aux confins de l'Empire, comme les Usipètes et les Sicambres, qui se trouvaient en face de Castra vetera ; il parcourt encore le fleuve Lippe, construit quelques forteresses entre le Rhin et la Weser (y compris la fameuse Aliso), et en battant des peuples germaniques, les Marses et les Chérusques. Ces exploits lui valent de recevoir les honneurs du triomphe (ou bien les ornamenta triumphalia), de célébrer l'ovatio et d'exercer le pouvoir proconsulaire à l'expiration de sa charge de préteur, tandis que ses soldats le saluent du titre d'Imperator.
Après les succès des années précédentes il reçoit d'Auguste l'Imperium proconsulaire et en 10 av. J.-C. il recommence une nouvelle campagne en territoire germanique en opérant encore plus au sud. Depuis la nouvelle forteresse légionnaire de Mogontiacum (aujourd'hui Mayence), il combat les peuples chatte, tenctère et mattiaque. À la fin de l'année il rencontre Auguste et Tibère à Lugdunum (Lyon, où Claude était né) et il revient avec eux à Rome.
« Dans le plus profond de son histoire, Mayence a des souvenirs romains ; le tombeau de Drusus est chez elle. » Victor Hugo, Le Rhin.

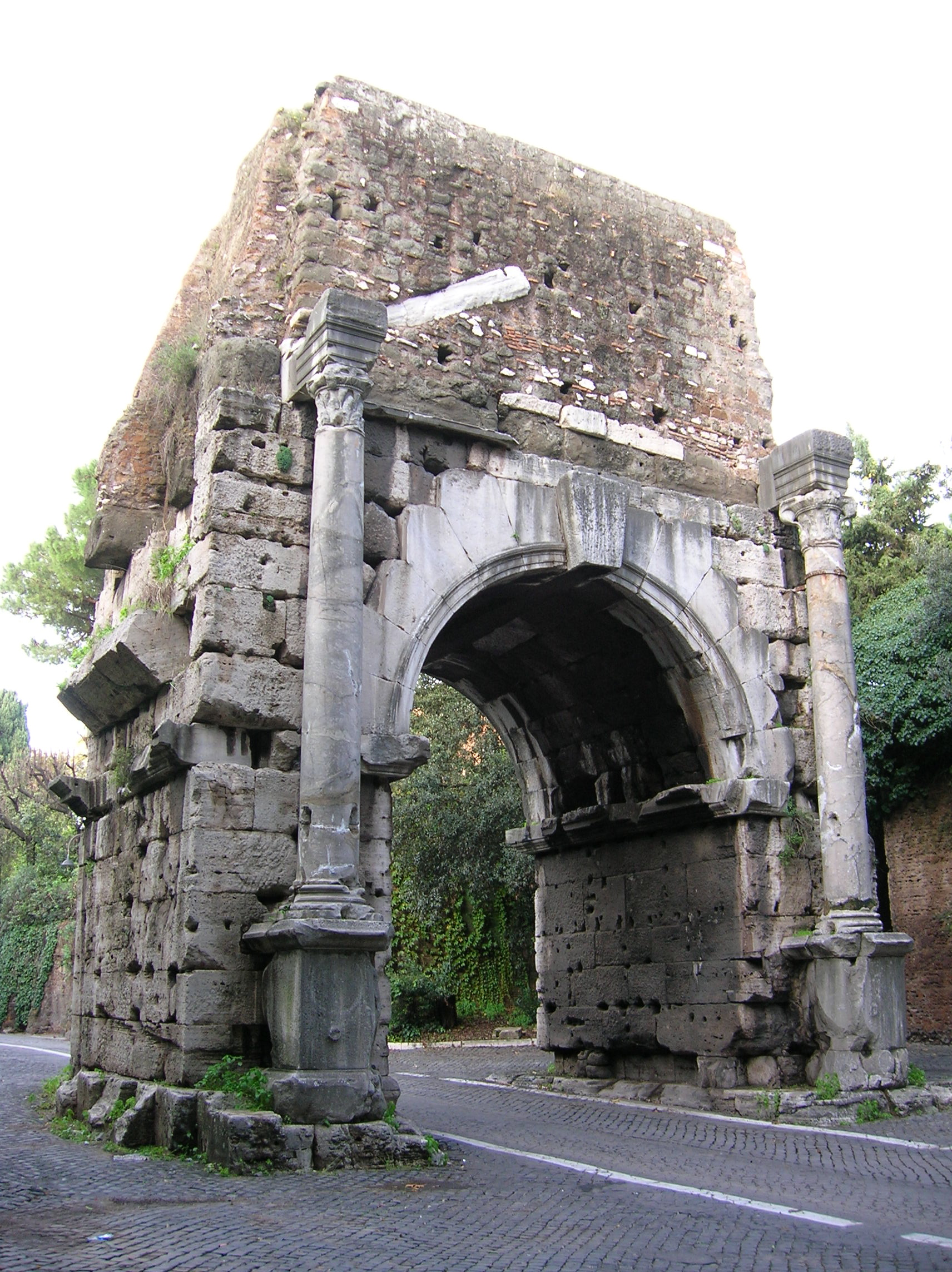
L'arc dit de Drusus à Rome, sur la via Appia.

Il est élu consul en 9 av. J.-C., à l'âge de 28 ans (avec cinq ans à l'avance sur le cursus honorum), mais encore une fois il quitte la ville avant d'avoir assumé officiellement ses fonctions. Il combat d'abord contre les Marcomans (qui à la suite de ces événements décident de migrer en Bohême), puis les puissantes tribus chattes et quelques populations suèves limitrophes (probablement les Hermundures) et les Chérusques, rejoignant l'Elbe, mais il meurt peu après des suites d'une chute de cheval, après avoir survécu pendant un mois à ses blessures, et comme nous le rapporte Suétone, refusant d'être ramené à Rome.
Son corps est porté à Rome par son frère Tibère qui était venu à son chevet depuis l'Illyrie, et qui suivit à pied la civière, de Trèves à Rome, refusant de monter à cheval. Les cendres de Drusus sont déposées dans le mausolée d'Auguste, tandis qu'on lui attribue tous les honneurs qui convenaient au fils d'un souverain. Drusus, en effet, est salué comme imperator et le titre de Germanicus lui est attribué à lui et à ses descendants. Il reste populaire et aimé de ses légions gauloises, en son honneur un monument funéraire est érigé à Moguntiacum. Il semble qu'Auguste lui-même, dont il avait toujours été le préféré d'entre les deux frères, ait écrit sa biographie, mais elle ne nous est pas parvenue.

#### Sources primaires
- Dion Cassius, Histoire romaine, liv, 32-33; 36,2; lv, 1-2.
- Suétone, Vie des Césars, livres II et III.
- Velleius Paterculus, Histoire de Rome, II, 95-97.
- Florus, Épitomè de l'histoire de Rome, II, 30, 21-30.
- Tacite, Annales, I-X.
- Tacite, La Germanie.
- Tite-Live, Ab Urbe condita, periochæ, CXXXVIII-CXLII.

#### Sources secondaires
- Pierre Renucci, Claude, l'empereur inattendu, Paris, Éditions Perrin, 2012, 384 p. (ISBN 978-2-262-03779-6 et 2-262-03779-5)
- (en) C.M. Wells, The german policy of Augustus, 1972.
- (it) Santo Mazzarino, L'impero romano, vol. 1, Rome-Bari 1976.
- (it) Michael Grant, Gli imperatori romani, Rome, 1984.
- (it) AAVV, Gli imperatori romani, Turin, 1994.
- (it) CAH, L'impero romano da Augusto agli Antonini, Milan, 1975.
- (it) Mario Attilio Levi, Augusto e il suo tempo, Milan, 1994.
- (it) Ronald Syme, L'aristocrazia augustea, Milan, 1993.
- (en) Pat Southern, Augustus, Londres-NY, 2001.
- (it) Antonio Spinosa, Augusto il grande baro, Milan, 1996.